# Humboldt Forum Recht
Das Humboldt Forum Recht (HFR) war eine bis 2016 bestehende juristische Internetzeitschrift.

## Geschichte
Die Publikation wurde 1995 als erste juristische Internetzeitschrift Deutschlands von Studenten der Humboldt-Universität zu Berlin gegründet und publizierte seit 1996 ausschließlich im Internet. 2016 stellte die Zeitschrift ihr Erscheinen ein.

## Organisation
Das HFR war in einen gemeinsamen Herausgeber- und Redaktionskreis, den Beirat und das Kuratorium gegliedert. Herausgegeben wurde das HFR ehrenamtlich von Studenten, Referendaren und wissenschaftlichen Mitarbeitern. Der HFR-Beirat setzte sich aus ehemaligen Herausgebern des HFR zusammen. Das wissenschaftliche Kuratorium bestand aus den Rechtsprofessoren Christoph G. Paulus, Bernhard Schlink und Gerhard Werle.

## HFR-Beiträge
Seit Gründung der Zeitschrift wurden über 100 wissenschaftliche juristische Beiträge publiziert.

## HFR-Beitragswettbewerbe
Das HFR hat einen jährlichen, internationalen juristischen Beitragswettbewerb veranstaltet. Der Länderschwerpunkt lag auf Deutschland, Österreich und der Schweiz, wo er auch durch Werbemaßnahmen bekannt gemacht wurde. Mit dem Wettbewerb wurde der wissenschaftliche Nachwuchs aufgefordert, zu einer konkreten rechts- und gesellschaftspolitischen Thematik Beiträge zu verfassen. Die drei besten Beiträge wurden prämiert und mit einer Publikation auf der Internetseite des HFR geehrt.
Bis zur Einstellung wurden die folgenden Wettbewerbe durchgeführt:
1. „Recht und Wandel“
2. „Der nackte Bürger“
3. „Vom Imperator zum Moderator“
4. „Globalisierung der Gerechtigkeit“
5. „Macht-Haber ohne Legitimation“
6. „Fabrikation von Recht“
7. „Recht in Zeiten des Terrors“